# Relació social
La relació social és la interacció de l'individu amb els altres seguint una sèrie de normes pactades per la comunitat apreses en el procés de socialització, de manera que s'esdevenen grups socials segons el tipus i la quantitat de relacions establertes. Aquests grups són un dels elements definitoris de la personalitat i de l'estructura social. Les relacions socials es poden representar gràficament en forma de xarxa, ja que cada individu té diverses relacions que al seu torn poden interaccionar entre elles, essent més lliures com més complexa és l'espècie.

## Elements
En les relacions socials humanes, intervenen diferents elements que serveixen per definir-les:
- grau de consciència de la relació (incloent si hi ha un objectiu compartit o no)
- estatus social de cada membre de la relació
- nombre de persones implicades i relacions entre elles
- actitud de cada persona cap a la relació
- existència de grup social i rols que s'adopten al seu interior
- autoconcepte de cada membre o expectatives sobre els altres
- durada i intensitat de la relació
- nombre d'àmbits que implica la relació (pot ser d'un sol àmbit, com el laboral, o abastar-ne més)
- normes sobre aquest tipus de relació i posició dels individus davant d'aquestes

## Relació amb altres interaccions
La relació social és el grau més elevat de la interacció amb el medi. Aquesta comença simplement amb el comportament, que implica una reacció davant l'entorn. Si aquesta reacció és activa pot originar un canvi en el medi i si té en compte altres persones, es parla de comportament social. Quan s'espera una reacció recíproca, ja es pot parlar d'interacció social, que pot ser casual o repetida. Amb la freqüència d'aquestes interaccions sorgeixen les normes de conducta i les expectatives, que desemboquen en la relació social plena, sempre dins d'esquemes mentals sobre un mateix, els altres i la situació.
Segons Alan Fiske, aquests esquemes són quatre: el comunalisme, el de jerarquia social, el d'intercanvi entre iguals o el de preu de mercat / legal, on és un ordre extern escrit qui fixa les normes d'interacció. Aquests quatre models són universals i el que canvia entre cultures i individus és el pes que té cada model o com afecten a cada àmbit de la vida quotidiana.